# Cristian Pavón
Cristian David Pavón (Anisacate, 21 gennaio 1996) è un calciatore argentino, attaccante del Grêmio.

## Caratteristiche tecniche
È un attaccante esterno che preferisce partire largo per poi tagliare verso il centro. Di piede destro, compensa la sua scarsa forza fisica con una buona accelerazione e una notevole agilità. Ha nelle corde anche un ottimo dribbling e dispone dei buoni piedi per calciare o crossare.

## Carriera

### Club

#### Talleres de Córdoba
Cresciuto nel settore giovanile del Talleres (C), debutta in prima squadra il 7 dicembre 2013 contro il Villa San Carlos.
Realizza la prima rete tra i professionisti in occasione della 26ª giornata della seconda serie del calcio argentino, nel 2-2 contro il Crucero (M).

#### Prestito al Colón de Santa Fe
A fine stagione viene venduto al Boca Juniors per una cifra vicina a 14 milioni di pesos. Il club lo cede in prestito per 6 mesi al Colón (SF) in cambio delle prestazioni di César Meli che fa il percorso inverso. Con il club santafesino raggiunge la promozione in Primera División argentina nella stagione 2014-2015, in seguito alla vittoria contro il Crucero del Norte per 3-0. Disputa 20 partite, realizzando 5 reti, mostrando una grande affinità con Lucas Alario, con il quale condivide il fronte offensivo.

#### Boca Juniors
Debutta ufficialmente con la maglia del Boca Juniors il 5 aprile 2015, in occasione della vittoria per 2-0 contro l'Huracán, subentrando nel secondo tempo a Nicolas Lodeiro. Il primo gol arriva in occasione della vittoria per 1-3 in trasferta contro il Lanús. Nella giornata successiva realizza il primo dei due goal con cui il Boca Juniors batte i rivali del River Plate, consolidando il primato in classifica. Il 1º novembre del 2015 vince il suo primo titolo con la maglia del Boca Juniors, in occasione della vittoria per 1-0 contro il Tigre, grazie a cui il club argentino si laurea campione della Primera División argentina 2015.
Anno dopo anno, a suon di grandi prestazioni e una crescita esponenziale, diventa uno dei perni fondamentali della squadra, con cui vince la Primera División argentina 2016-2017 e la Primera División argentina 2017-2018 da assoluto protagonista. Il suo talento e le sue prestazioni non passano inosservate, tanto da essere incluso nella lista per il Mondiali di calcio Russia 2018 da Jorge Sampaoli, e raggiungere un valore di mercato vicino ai 50 milioni di euro e attirando su di sé l'attenzione dei più grandi club europei. Dopo il Mondiale, complici anche alcuni infortuni muscolari di troppo, incombe in una profonda fase di declino che lo allontana dai radar del calcio europeo e che culmina con un trasferimento in Major League Soccer.

#### LA Galaxy
L'8 agosto 2019 viene ceduto in prestito con obbligo di riscatto al LA Galaxy. Voluto fortemente da Guillermo Barros Schelotto, ex tecnico del Boca Juniors con il quale ha espresso il suo massimo potenziale.
Pavón debutta ufficialmente nel club statunitense in occasione della sconfitta contro il D.C. United per 2-1.. Il 26 agosto 2019 realizza il primo goal e il primo assist, a favore di Zlatan Ibrahimović, in occasione del pari per 3-3 nel derby contro il Los Angeles FC. Alla scadenza del prestito il LA Galaxy decide di non riscattarlo, nonostante le buone prestazione. Su tale decisione hanno inciso l'elevato costo richiesto per il riscatto e una denuncia di abuso sessuale avanzata nei suoi confronti.

#### Ritorno al Boca Juniors
In seguito ad una relazione conflittuale con la dirigenza del club, decide di non rinnovare il contratto in scadenza il 30 giugno del 2022 e viene messo fuori rosa dalla società.

#### Atlético Mineiro
Il 28 febbraio 2022 firma un preaccordo con l'Atlético Mineiro. Debutta ufficialmente con i bianconeri il 21 luglio 2022 contro il Cuiabá. Realizza la prima rete in occasione della sconfitta per 2-3 in casa contro l'Athl. Paranaense, valevole per la quarta giornata del Campeonato Brasileiro Série A 2022.

### Nazionale
Viene convocato per le Olimpiadi 2016 in Brasile in sostituzione dell'infortunato Manuel Lanzini. Esordisce in nazionale maggiore l'11 novembre 2017 nella gara vinta a Mosca contro la Russia per 1-0, subentrando al 78º minuto al posto di Eduardo Salvio.
Il 21 maggio 2018 viene inserito nella lista finale dei 23 convocati dell'Albiceleste per i Mondiali di Russia 2018 dal CT Jorge Sampaoli.

## Statistiche

### Presenze e reti nei club
Statistiche aggiornate al 17 luglio 2019. 
| Stagione                | Squadra                 | Campionato              | Campionato | Campionato | Coppe nazionali | Coppe nazionali | Coppe nazionali | Coppe continentali | Coppe continentali | Coppe continentali | Altre coppe | Altre coppe | Altre coppe | Totale | Totale |
| Stagione                | Squadra                 | Comp                    | Pres       | Reti       | Comp            | Pres            | Reti            | Comp               | Pres               | Reti               | Comp        | Pres        | Reti        | Pres   | Reti   |
| ----------------------- | ----------------------- | ----------------------- | ---------- | ---------- | --------------- | --------------- | --------------- | ------------------ | ------------------ | ------------------ | ----------- | ----------- | ----------- | ------ | ------ |
| 2015                    | Boca Juniors            | PD                      | 6          | 2          | CA              | 1               | 0               | CL                 | 2                  | 0                  | -           | -           | -           | 9      | 2      |
| 2016                    | Boca Juniors            | PD                      | 3          | 0          | CA              | 0               | 0               | CL                 | 8                  | 4                  | -           | -           | -           | 11     | 4      |
| 2016-2017               | Boca Juniors            | PD                      | 30         | 9          | CA              | 4               | 3               | -                  | -                  | -                  | -           | -           | -           | 34     | 12     |
| 2017-2018               | Boca Juniors            | PD                      | 26         | 6          | CA              | 4               | 0               | CL                 | 6                  | 1                  | -           | -           | -           | 36     | 7      |
| 2018-2019               | Boca Juniors            | PD                      | 15         | 4          | CA              | 11              | 1               | CL                 | 12                 | 2                  | -           | -           | -           | 38     | 7      |
| 2019                    | LA Galaxy               | MLS                     | 11+2       | 3+1        | USOC            | 0               | 0               | -                  | -                  | -                  | -           | -           | -           | 13     | 4      |
| 2020                    | LA Galaxy               | MLS                     | 19         | 8          | -               | -               | -               | -                  | -                  | -                  | MisB        | 3           | 2           | 22     | 10     |
| Totale LA Galaxy        | Totale LA Galaxy        | Totale LA Galaxy        | 30+2       | 11+1       |                 | 0               | 0               |                    | -                  | -                  |             | 3           | 2           | 35     | 14     |
| 2021                    | Boca Juniors            | PD                      | 21         | 4          | CA+CdL          | 4+4             | 0+0             | CL                 | 7                  | 0                  | -           | -           | -           | 36     | 4      |
| Totale Boca Juniors     | Totale Boca Juniors     | Totale Boca Juniors     | 101        | 25         |                 | 28              | 4               |                    | 35                 | 7                  |             | -           | -           | 164    | 36     |
| 2022                    | Atlético Mineiro        | A                       | 18         | 1          | CB              | 0               | 0               | -                  | -                  | -                  | -           | -           | -           | 18     | 1      |
| 2023                    | Atlético Mineiro        | M1/MG+A                 | 7+33       | 1+3        | CB              | 4               | 0               | CL                 | 6                  | 0                  | -           | -           | -           | 50     | 4      |
| gen.-feb. 2024          | Atlético Mineiro        | M1/MG+A                 | 4+0        | 0+0        | CB              | 0               | 0               | CL                 | -                  | -                  | -           | -           | -           | 4      | 0      |
| Totale Atletico Mineiro | Totale Atletico Mineiro | Totale Atletico Mineiro | 11+51      | 1+4        |                 | 4               | 0               |                    | 6                  | 0                  |             | -           | -           | 72     | 5      |
| 2024                    | Grêmio                  | PD/RS+A                 | 8+2        | 3+0        | CB              | 0               | 0               | CL                 | 1                  | 0                  | -           | -           | -           | 11     | 3      |
| Totale carriera         | Totale carriera         | Totale carriera         | 205        | 45         |                 | 32              | 4               |                    | 42                 | 7                  |             | 3           | 2           | 282    | 58     |

### Cronologia presenze e reti in nazionale
| Cronologia completa delle presenze e delle reti in nazionale ― Argentina | Cronologia completa delle presenze e delle reti in nazionale ― Argentina | Cronologia completa delle presenze e delle reti in nazionale ― Argentina | Cronologia completa delle presenze e delle reti in nazionale ― Argentina | Cronologia completa delle presenze e delle reti in nazionale ― Argentina | Cronologia completa delle presenze e delle reti in nazionale ― Argentina | Cronologia completa delle presenze e delle reti in nazionale ― Argentina | Cronologia completa delle presenze e delle reti in nazionale ― Argentina |
| Data                                                                     | Città                                                                    | In casa                                                                  | Risultato                                                                | Ospiti                                                                   | Competizione                                                             | Reti                                                                     | Note                                                                     |
| ------------------------------------------------------------------------ | ------------------------------------------------------------------------ | ------------------------------------------------------------------------ | ------------------------------------------------------------------------ | ------------------------------------------------------------------------ | ------------------------------------------------------------------------ | ------------------------------------------------------------------------ | ------------------------------------------------------------------------ |
| 11-11-2017                                                               | Mosca                                                                    | Russia                                                                   | 0 – 1                                                                    | Argentina                                                                | Amichevole                                                               | -                                                                        | 78’                                                                      |
| 14-11-2017                                                               | Krasnodar                                                                | Argentina                                                                | 2 – 4                                                                    | Nigeria                                                                  | Amichevole                                                               | -                                                                        | 77’                                                                      |
| 23-3-2018                                                                | Manchester                                                               | Argentina                                                                | 2 – 0                                                                    | Italia                                                                   | Amichevole                                                               | -                                                                        | 76’                                                                      |
| 27-3-2018                                                                | Madrid                                                                   | Spagna                                                                   | 6 – 1                                                                    | Argentina                                                                | Amichevole                                                               | -                                                                        | 66’ 89’                                                                  |
| 29-5-2018                                                                | Buenos Aires                                                             | Argentina                                                                | 4 – 0                                                                    | Haiti                                                                    | Amichevole                                                               | -                                                                        | 59’                                                                      |
| 16-6-2018                                                                | Mosca                                                                    | Argentina                                                                | 1 – 1                                                                    | Islanda                                                                  | Mondiali 2018 - 1º turno                                                 | -                                                                        | 75’                                                                      |
| 21-6-2018                                                                | Nižnij Novgorod                                                          | Argentina                                                                | 0 – 3                                                                    | Croazia                                                                  | Mondiali 2018 - 1º turno                                                 | -                                                                        | 56’                                                                      |
| 26-6-2018                                                                | San Pietroburgo                                                          | Nigeria                                                                  | 1 – 2                                                                    | Argentina                                                                | Mondiali 2018 - 1º turno                                                 | -                                                                        | 61’                                                                      |
| 30-6-2018                                                                | Kazan'                                                                   | Francia                                                                  | 4 – 3                                                                    | Argentina                                                                | Mondiali 2018 - Ottavi di finale                                         | -                                                                        | 75’                                                                      |
| 7-9-2018                                                                 | Los Angeles                                                              | Argentina                                                                | 3 – 0                                                                    | Guatemala                                                                | Amichevole                                                               | -                                                                        | 46’                                                                      |
| 12-9-2018                                                                | East Rutherford                                                          | Colombia                                                                 | 0 – 0                                                                    | Argentina                                                                | Amichevole                                                               | -                                                                        | 70’                                                                      |
| Totale                                                                   |                                                                          | Presenze                                                                 | 11                                                                       |                                                                          | Reti                                                                     | 0                                                                        |                                                                          |

## Palmarès

### Club

#### Competizioni statali
- Campionato Mineiro: 1

Atletico Mineiro: 2023
- Campionato Gaúcho: 1

Grêmio: 2024

#### Competizioni nazionali
- Campionato argentino: 3

Boca Juniors: 2015, 2016-2017, 2017-2018
- Supercopa Argentina: 1

Boca Juniors: 2018
- Copa Argentina: 1

Boca Juniors: 2019-2020